# Warsaw Open 2008
Il Warsaw Open 2008 è stato un torneo di tennis giocato sulla terra rossa.
È stata l'11ª edizione del Warsaw Open, 
che fa parte della categoria International Series nell'ambito dell'ATP Tour 2008.
Si è giocato al Warszawianka Courts a Varsavia in Polonia,dal 9 al 15 giugno 2008.

## Campioni

### Singolare
Nikolaj Davydenko ha battuto in finale  Tommy Robredo con il punteggio di 6–3, 6–3

### Doppio
Mariusz Fyrstenberg /  Marcin Matkowski hanno battuto in finale  Nikolaj Davydenko /  Jurij Ščukin con il punteggio di 6–0, 3–6, 10–4